# Abbaye de Saint-Rambert-en-Bugey
L'abbaye de Saint-Rambert-en-Bugey (monasterium Sancti Ragneberti) est une ancienne abbaye, du XIe siècle, qui se dresse sur la commune de Saint-Rambert-en-Bugey dans le département de l'Ain, en région Auvergne-Rhône-Alpes.
La crypte romane Saint-Domitien et les chapiteaux et fragments d'écus réemployés dans l'église Saint-Antoine font l’objet d’un classement au titre des monuments historiques par arrêté du 7 mai 1945.

## Situation
L'ancienne abbaye de Saint-Rambert-en-Bugey est située dans le département français de l'Ain sur la commune de Saint-Rambert-en-Bugey, sur un plateau, à une centaine de mètres de la rive droite du torrent de Brevon.

## Histoire

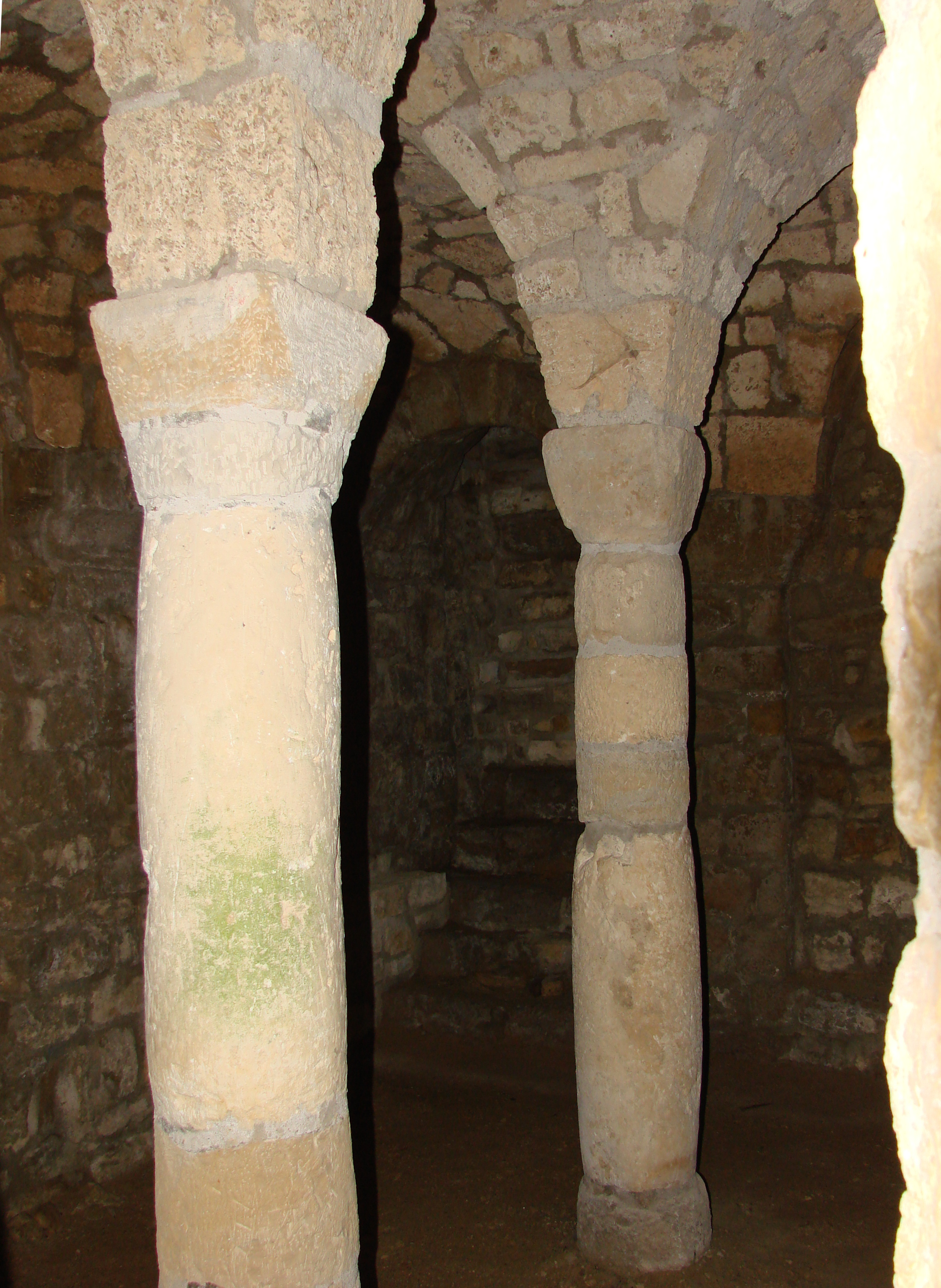
L'intérieur de la crypte.

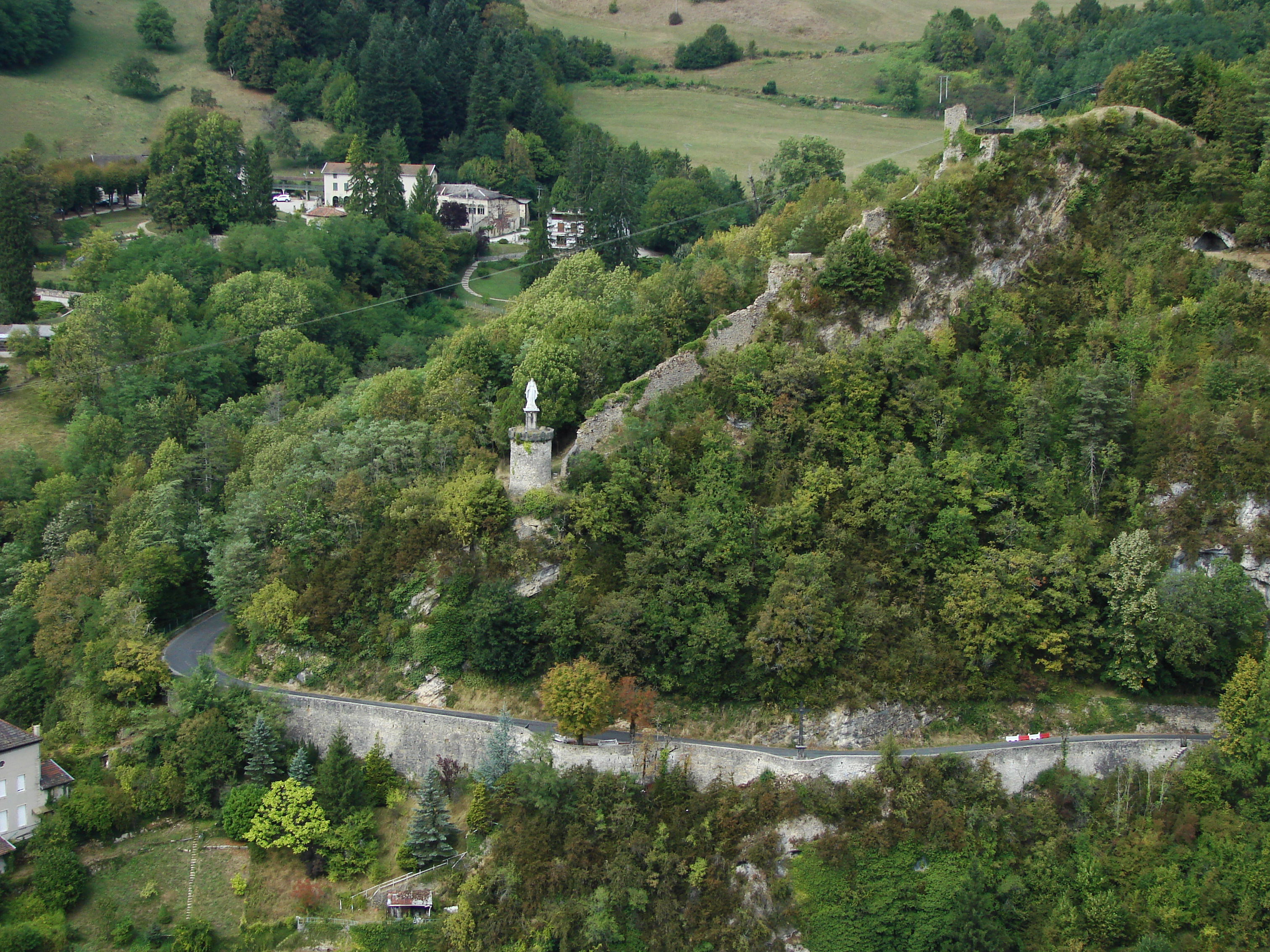
Les ruines du château de Cornillon. Au second plan, les bâtiments restants de l'abbaye.

Selon la légende, le monastère aurait été fondé au Ve siècle, vers 440, par saint Domitien et un de ses compagnons nommé Modeste. Rejoint par des disciples sur le plateau dominant la fontaine de « Bébron » (le Brevon), en moins de deux ans, Domitien y aurait construit deux oratoires dédicacés en 432 par Eucher ; l'un en honneur de la Vierge Marie et l'autre à l'intention de saint Christophe.
Au VIIe siècle, Ragnebert, futur saint Rambert, un noble franc, est exilé dans le Bugey par le maire du palais Ébroïn, sous la garde d'un seigneur local nommé Théodefroi. Sur les ordres d'Ébroïn, Rambert est assassiné par deux sicaires sur le chemin de l'abbaye. Son corps, recueilli par les religieux du monastère, est enterré dans leur cloître. D'après la légende, les prodiges se multiplièrent sur le tombeau de Rambert et le lieu devint rapidement un important lieu de pèlerinage, entrainant la création de la ville de Saint-Rambert-en-Bugey,.
Le monastère fut restauré et érigé en abbaye de Bénédictins vers 807 par Leidrade. En 910, l'abbaye relevait de la juridiction de Lyon. L'abbaye adhéra pour peu de temps à l'ordre de Cluny vers 1138 mais, jusqu'à sa sécularisation, l’abbaye fut toujours considérée comme relevant directement du Saint-Siège.
L’abbaye de Saint-Rambert se trouve au XIIe siècle à l'apogée de sa puissance. Indépendante de toute suprématie temporelle, elle ne relève que du pape pour la question canonique. Elle possède des domaines jusqu'en Savoie, et se trouve un des petits états les plus riches du Bugey. En 1191, une bulle du pape Célestin III confirmant les privilèges de l’abbaye énumère les bénéfices de l'abbaye et montre que son étendue était plus considérable que celle du canton de Saint-Rambert-en-Bugey.

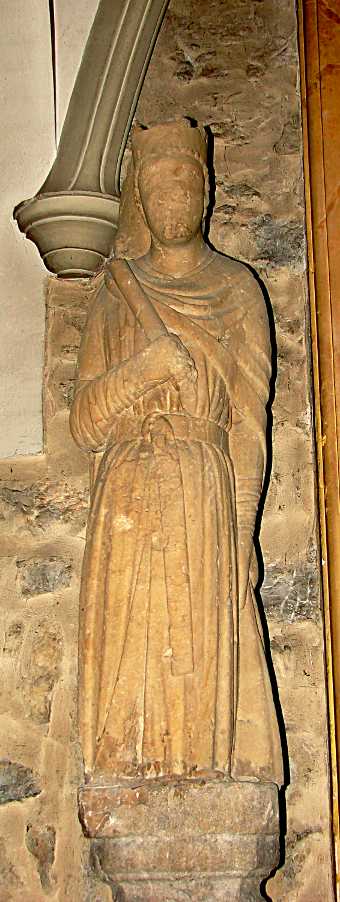
Statue de Rambert, ancien porche de l'abside abbatiale.

En 1191, les lieux sous sa juridiction étaient :
- le bourg de Saint-Rambert ;
- l’église de Chamoux ;
- l’église Saint-Michel de Montendry ;
- l’église Saint-Pierre de Villard-Léger ;
- I’église de Villarsalé ;
- l’église Saint-Julien de Montmajeur ;
- l’église Sainte Marie de Granière ;
- l’église Saint-Pierre de Sanciac ;
- l’église Saint-Pierre d’Apremont ;
- l’église de Saint Bardeau ;
- l’église de Musiac ;
- l’église Sainte-Marie de Lucs ;
- l’église Sainte-Marie de la Porte ;
- l’église de Lhuis ;
- l’église de Saint-Didier ;
- l’église de Campanieu ;
- l’église de Saint-Pierre de Bénonces ;
- l’église Saint-André de Tenay ;
- l’église Saint-Maurice d’Argis ;
- l’église Saint-Martin d’Evosges ;
- l’église Saint-Laurent d’Oncieu ;
- I’église Saint-Pierre d’Arandas ;
- I’église Saint-Michel de la Roche ;
- I’église Saint-Maurice de Conzieu ;
- I’église Saint-Hilaire de Torcieu ;
- l’église Saint-Martin de Cleyzieu ;
- l’église Saint-Martin de Vaux ;
- I’église Saint-Maurice d’Ambutrix ;
- l’église Saint-Maurice de Mergie ;
- l’église Saint-André de Reigneux ;
- l’église Saint-Pierre de Villieu ;
- l’église Sainte-Marie l’hospitalière ;
- la chapelle Sainte-Marie-Madeleine de Loyes ;
- l’église du bourg Saint-Christophe ;
- l’église Saint-Vincent de Faramans ;
- l’église de Saint-Martin de Songieu.

La construction du château de Cornillon, sur un éperon rocheux au-dessus de la ville, permet à l'abbaye d'assurer seule son indépendance et sa sécurité.
En 1196, l'abbé Régnier conclut un traité de pariage avec le comte de Savoie Thomas Ier ; le comte reçoit le château de Cornillon à perpétuité ainsi que la charge de son entretien et d'y tenir une garnison et le bourg de Saint-Rambert en échange de sa protection. Il reçoit pour cela une partie des droits perçues par l'abbaye.L'intérêt stratégique du site est de disposé d'un péage. Ce traité débouche plus tard sur un conflit à propos du bourg entre l'abbé et le comte Philippe Ier de Savoie. Celui-ci est réglé en 1275 où le pouvoir du comte est confirmé sur le bourg et le mandement, tandis que l'abbé garde son autorité sur les gens qui dépendent directement de lui, en dehors du bourg.
Le comte, la même année octroie à l'abbé une charte.
L'abbaye fut sécularisée en 1788.
Notre Dame des Missions

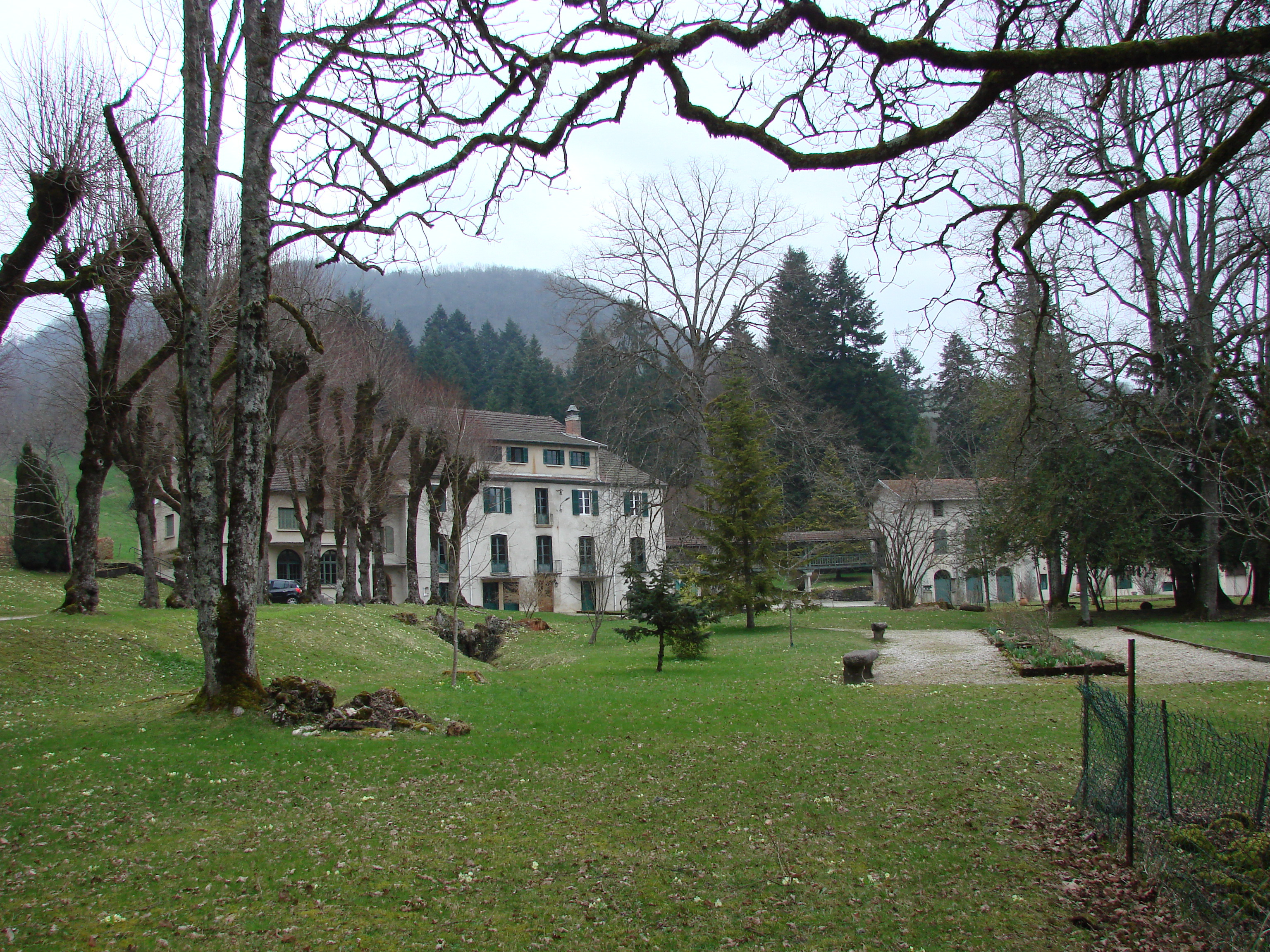
Les bâtiments actuels de l'ancienne abbaye.

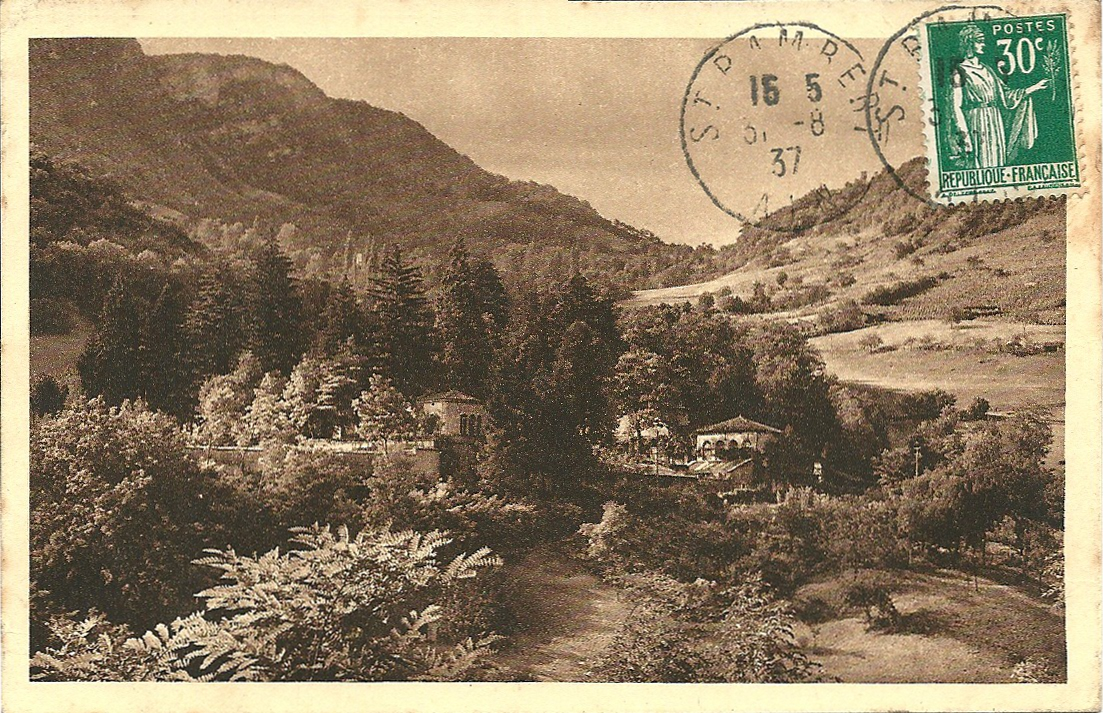
L'abbaye avant 1937.

Les religieuses de Notre Dame des Missions, connues par les habitants de la vallée sous le nom de « Sœurs de l’Abbaye », sont présentes dans les bâtiments de l'abbaye de Saint-Rambert depuis 1949.
L'abbaye fut sous leur direction et pendant de nombreuses années un lieu d'hébergement et d’éducation pour des jeunes filles eurasiennes (« Les Filles de l'Abbaye »), dans le cadre de la Fédération des Œuvres de l'Enfance Française d'Indochine (FOEFI), créée en 1938,.

### Listes des abbés du monastère
L'historien Samuel Guichenon (1607-1664) et l'abbé Jean François Hugues du Tems(1745-1811) ont inventorié la liste des abbés du monastère de Saint-Rambert.
Malgré quelques différences mineures de date entre leurs deux textes, on peut donner la chronologie suivante :

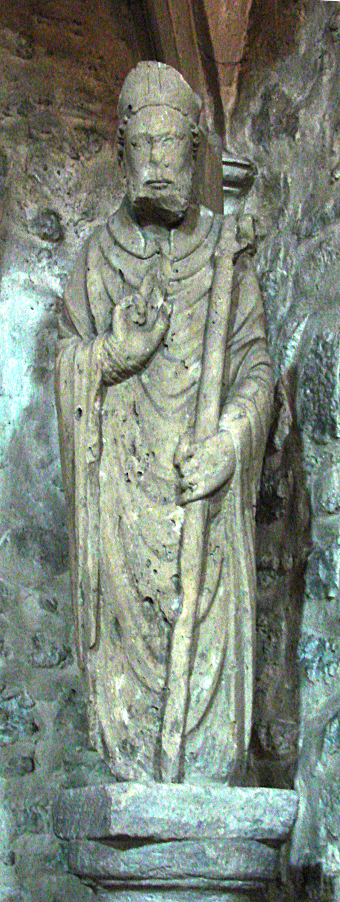
Statue de Domitien, ancien porche de l'abside abbatiale.

- Domitien (vers 347 - † le 1er juillet 440), fondateur d'un monastère ;
- Jean, établi par saint Domitien, d'après la légende ;
- Étienne, vers la fin du VIIIe siècle ;
- Richard, en 1037, assista au concile de Latran, où Bérenger fut condamné ;
- Rainier, en 1096 ;
- Hubert, en 1130. Sous sa charge, en 1138, le monastère relevait de Cluny ;
- Adon, en 1140 ;
- Humbert, en 1191. Il reçut une bulle du Pape Célestin III confirmant les privilèges de l'abbaye en 1191 ;
- Régnier, attesté en 1196 ;
- Anselme[14], attesté en 1209 ;
- Bernard, de 1223 à 1238. Il eut un différend avec les chartreux de Portes au sujet des pâturages du village de Blanaz ;
- Pierre I, de 1247 à 1259 ;
- Guillaume, de 1263 à 1280 ;
- Pierre de Mugnet, de 1280 à 1288 ;
- Pierre II de Mugnet, de 1295 à 1298 ;
- Jean I de Briord, de 1299 à 1302 ;
- Pierre III de Luyrieux, mort le 20 janvier 1327 ;
- Anselme, en 1328 ;
- Jean II De Gigny, en 1336, mort en 1341 ;
- Anthelme de Miolans d'Urtieres, élu le 16 juin 1344, mort de la peste le 22 juin 1361. Il ratifia la concession faite du château de Cornillon par ses prédécesseurs au comte de Savoie. Le comte de Savoie lui fit hommage du château devant le grand autel en présence des chevaliers Pierre Mareschal et Pierre de Chastillon, du damoiseau Pierre de la Baume et du docteur en droits Jean de Meyria ;
- Hugues I de Montmayeur, élu le 27 septembre 1361, mort le 24 mars 1380 ;
- G. le 28 novembre 1381 ;
- Pierre, en 1391 ;
- Hugues II mort en 1404 ;
- Claude I de Montmayeur, neveu d'Hugues, mort en 1411 ;
- Amblard du Bourg de la maison des Seigneurs d'Argit et de Montgillet en Bugey, élu le 3 novembre 1411, mort le 7 juillet 1438 ;
- Claude du Bourg, Prieur de Villars Salet en 1430 ;
- Louis I Mareschal, fils d'Humbert et de Jeanne de Menthon, nommé le 8 juillet 1438, jusqu'en 1480 ;
- Georges Mareschal, fils d'Antoine, seigneur de la Tour, et neveu du précédent, nommé en 1481 ;
- Urbain de Miolans, (abbé commendataire) jusqu'en 1503 fut appelé le Père des Pauvres ;
- Jean III Mareschal, en 1503 ;
- Hugues III De Saix, archidiacre et chanoine du comté de Lyon, de 1504 à 1512 ;
- Claude II Dubourg, élu en 1518. Le pape lui refusa des bulles ;
- Antoine Del Monte, (abbé commendataire), cardinal, évêque de Porto, se démit entre les mains du pape en 1528 ;
- Jean-Marie Del Monte, archevêque de Siponto, nommé après la démission du précédent, puis pape sous le nom de Jules III ;
- François de Bachod, en 1538, mort le premier juillet 1568 ;
- Jean IV de Bachod, abbé d'Ambronay, puis évêque de Genève. Il obtint en  1538 du pape Paul III une bulle de confirmation de celle de Célestin III ;
- Etienne de La Couz, nommé vers 1584; mort le 24 septembre 1595 ;
- Louis II Buynand, élu en 1596 ;
- Jean IV De Vignon, élu après la démission de Louis en 1630, jusqu'en 1638 ;
- Henri de Savoie-Nemours, en 1639, duc d'Aumale et marquis de Saint-Sorlin, il fut nommé archevêque de Reims en 1651 ;
- Jacques de Savoie-Nemours, fils naturel de Henri, appelé l'abbé de Beauregard ; possédait encore l'abbaye en 1677 ;
- Claude II Prudhomme ;
- Renaud d'Avaise, nommé par le roi le 31 décembre 1702 ;
- René Darius d'Avaise, en 1729 ;
- Jean De Kessel, en 1741 ;
- Pontus De Cabannes, en 1743 ;
- Marc-Antoine de Barrigue de Montvalon, ancien conseiller au Parlement d'Aix, nommé en 1747, mort en 1775 ;

## Description
Les particuliers devenus acquéreurs à la suite de la Révolution ont démoli le couvent. L'église en particulier fut détruite en 1793.
Un éboulement survenu en 1838, au milieu d'un parterre, sur l'ancien emplacement du chœur, permit de redécouvrir la crypte que l'on croyait détruite. Cette redécouverte fut sans doute à l'origine de la « Notice historique et descriptive sur la ville et l'abbaye de Saint-Rambert-de-Joux » écrite en 1842 par Hippolyte Leymarie.
De l'abbaye ne subsistent plus aujourd'hui que quelques parties de bâtiment dont la maison du prieur, relativement moderne, et la crypte romane Saint-Domitien. La crypte Saint-Domitien qui daterait des IXe et Xe siècles inclut une abside et deux absidioles.